# Розело
Розело (итал. Rosello) је насеље у Италији у округу Кјети, региону Абруцо.
Према процени из 2011. у насељу је живело 212 становника. Насеље се налази на надморској висини од 925 м.